# Oden

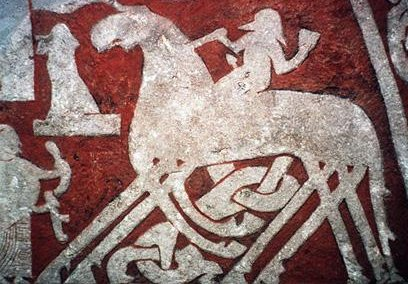
Odens ritt in i Valhall på Sleipner, från Tjängvidestenen funnen i Alskogs socken på Gotland.

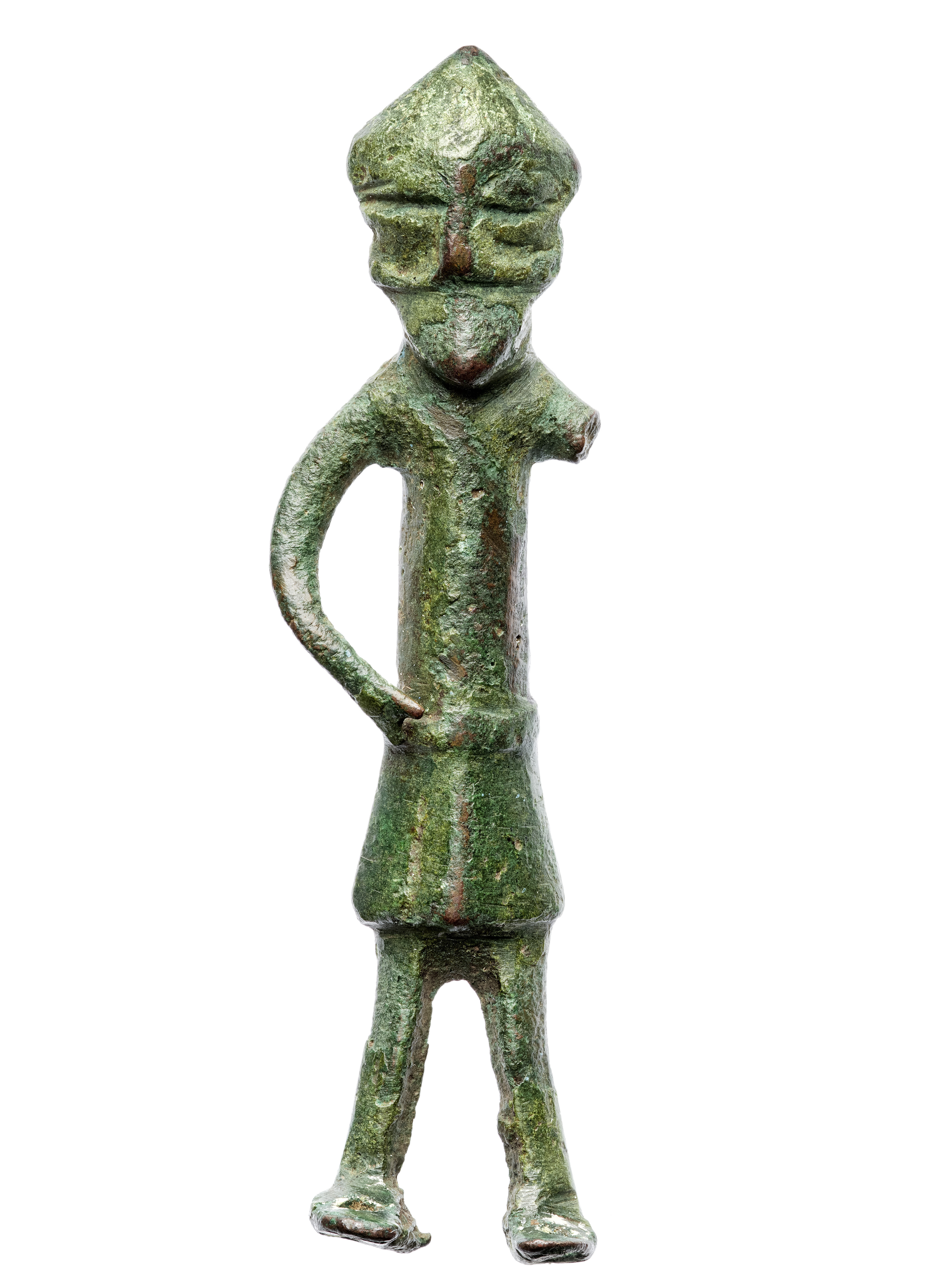
Vikingatida bronsstatyett föreställandes en enögd figur, troligen Oden.

För andra betydelser, se Oden (olika betydelser).
Oden eller Odin (fornsvenska: Odhen, runsvenska: Oþin, fornnordiska: Óðinn, urnordiska: Wōđinaʀ; anglosaxiska: Wōden, fornsaxiska: Wôden, fornhögtyska: Wōdan, av ett urgermanska: *Wōðanaz) är en högtstående gudom eller överstegud inom asatron och nordisk mytologi, bland annat omnämnd som "allfadern för människor och gudar" och "den enögde allfadern som offrat sitt öga i Mimers brunn, för att kunna se allt som händer i världen".
Han är ledaren över gudasläktet asarna, såpass en hövdingagud, och är känd för att söka och besitta hög visdom, samt för att rutinmässigt använda list, villfarelse, missvisning, bedrägeri, förförelse och trolldom för att uppnå sina mål. Han är även den främste utövaren av sejdkonsten, trolldomen att sia framtiden, hamnskifta, återuppväcka döda, etc, och är således den enda manliga sådana känd i detalj. Odens gudaroller, likt de flesta fornnordiska gudar, är därmed många och spretiga: han är vishetens gud, runkonstens gud, skaldekonstens gud, sejdkonstens gud, stridens samt raseriets gud och de stupades dödsgud, bland fler exempel. Som krigsgud var han domare på slagfältet och valde vem som skulle vinna slaget. Som dödsgud för han dem som stupat i strid till efterlivet. De kommer till en speciell plats kallad Valhall, eller de stupade krigarnas hall, där de kan öva strid och äta i överflöd. Syftet med detta är att samla en erfaren här (armé) som ska strida tillsammans med asarna i Ragnarök, den avgörande strid som förutspåtts leda till jordens undergång. Oden verkar även ha varit associerad till nekromantik och läkekonst.
I den nordiska mytologin är Oden son till Bor och sonson till Bure. Han har flera söner, den mest kände är Tor, och han har nära kopplingar till tricksterguden Loke, vilka tillsammans är de tre gestalter som uppträder oftast i myter och berättelser. Enligt myten är Oden stamfader till asarnas släkte. Oden, tillsammans med sina bröder Vile och Ve, sägs i deras ungdom ha slagit ihjäl urjätten Ymer och ur hans kropp ha skapat jorden. Stor betydelse läggs även på berättelserna om Odens uppoffringar för kunskap. Enligt myten ska Odens törst på kunskap bland annat ha fört honom till jätten Mimer, väktaren av Mimers brunn, visdomens brunn. För att få ta del av dess inre kunskap offrade Oden sitt ena öga åt brunnen, det vill säga halva sin yttre kunskap. Det sägs även att Oden förvärvade runkonsten, speciellt hos nordborna och anglosaxarna. I sin jakt på kunskap ska han ha hängt sig från världsträdet Yggdrasil i nio nätter som offer åt sig själv, varefter han upptäckte runornas betydelse och användning.
Jag vet att jag hängde
i vindigt träd
nio hela nätter,
sårad med spjut
och offrad till Oden,
mig själv till mig själv,
i det trädet
som ingen vet
från vilken rot det vuxit. 
 Man offrade mig inte för bröd,
inte heller för hornboskap,
jag såg nedåt
jag tog upp runor,
ropande tog jag dem
sedan föll jag tillbaka ned därifrån.
 /Hávamál - Odens sång
Namnet Oden har samma etymologiska grund som Od, Frejas försvunne make. Oden hade också flera andra namn, såsom Gånglere ("Den färdtrötte") – se vidare lista över namn på Oden. Under namnet Jolnir ("Julner") eller Jolfoðr ("Julfader") är Oden känd som julens speciella gud. Några namn har tillkommit genom bruket av kenningar i den forntida diktningen, Oden har över 200 namn och smeknamn.

## Ursprung
Oden är bror till Ve och Vile, Lodur och Höner. Hans föräldrar är Bor och Bestla och hans anfader Bure. Hans hustru är Frigg, med vilken han har flera söner. Han är även far till Tor, Balder, Vidar, Höder och enligt den Prosaiska Eddan, men i konflikt med den Poetiska Eddan, far till Tyr. Romarna omtalar en gud som jämställs med Mercurius och Tacitus vilken skall ha varit huvudgud hos Suebi - en konfederation av germanska stammar. Denna gud har av vissa forskare identifierats med Oden. Odens ursprung har varit omdiskuterat sedan medeltiden. Ett tidigt omnämnande av Oden är i en inskription från 400-talet på Vindelev-skatten(dk), som upptäcktes i Danmark år 2020. Tidigare forskning har tolkats som ett skifte i religionsuppfattning vid 500-talets början, då soldyrkan tycks ha övergivits till förmån för krigsgudar i Norden, men vad detta skifte hade för exakt inverkan på gudsföreställningen är okänt. Länge menade historiker att Oden skulle varit en kung eller hövding som upphöjts till gudom efter sin död. Sedan 1800-talet har dessa idéer i stort sett övergetts. Ett återkommande förslag har varit att Oden skulle ha varit en utomnordisk import, vilket möjligen grundar sig i Snorres berättelse i Ynglingasagan, där asarna skulle varit ädlingar från Troja. 
En annan uppfattning är att Oden från början varit en ren dödsgud som med tiden spelat en allt mer central roll i den nordiska mytologin. Av etymologiska skäl har vissa forskare föreslagit att Tyr varit den ursprungliga överguden (även Tor har föreslagits) som sedan trängts undan av en sydlig kult. Andra menar att en ur-Oden framträdde under bronsåldern som en reflektion av sociala klasser. Georges Dumézil föreslog i sin ifrågasatta teori om trefunktionalitetssystemet att den för-indo-europeiska kulturen skulle haft ett "kastsystem" innefattande tre klasser: härskare, krigare och bönder. Terje Leiren tolkade denna tanke utifrån att Frej skulle representera bönder, Tor krigare och Oden härskare, i referens till möjliga representationer av denna treenighet på runsten G 181 och Skogbonaden, amuletter med (Odens) spjut, (Tors) hammare och (Frejs) skära samt att dessa tre är gudarna som Adam av Bremen säger dyrkades i Uppsala tempel . Eftersom det saknas utförligt skrivet material från Skandinavien innan vikingatidens slut så är det svårt att kunna bevisa någon av dessa teorier helt tillfredsställande.
Det möjligen äldsta belägget för Odendyrkan stammar från Gotland. 2011 upphittades en nästan 2000 år gammal romersk bronsmask. Masken var den första i sitt slag att hittas i Skandinavien. Det särskilt uppseendeväckande med masken var att den tyckts ha bearbetats. Det ena ögonhålet på masken hade satts igen med en metallbit i form av ett öga. Arkeologen Neil Price tolkade detta som att maskens ägare hade förändrat masken för att använda den som en symbol för Oden. Platsen för fyndet var för övrigt i Hellvi socken, vars namn varslar om en att det en gång varit en helig plats inom asatron. Price elaborerade sedan sin teori: ett andra öga upphittades på platsen vilket betydde att masken en gång haft två ögon. Price pekade ut att man inte kunde finna några tecken på naturlig korrosion eller yttre våld. På masken fanns även tecken på att den spikats fast vid en stolpe eller en figur. Price föreslog därför att masken hade försetts med två ögon och att man möjligtvis tagit bort och symboliskt begravt det andra ögat nedanför masken som en symbolisk återskapning av hur Oden offrade sitt öga. Price pekade på andra fynd, framför allt kring Östersjön, där figurer tillverkats med två ögon för att ett öga sedan skulle tagit bort med flit.

## Namnvarianter
Oden har omnämnts med ett mycket stort antal namnvarianter, exempelvis "Allfader" när han uppträdde som alla människors och gudars fader, "Enöga" på grund av att han offrade sitt ena öga i Mimers brunn och "Hangadrott" då han hängde sig själv på Yggdrasil som offer åt sig själv både för att vinna kunskap och för att få runornas visdom. Därav kommer en tradition att hänga människor och djur som offer åt Oden. Vissa har velat mena att detta är en influens av kristendomen, men Kimberley Christine Patton skriver i en ingående analys att likheten är en tillfällighet och att koncepten utvecklades självständigt.
Namnet Oden kommer från fornnordiskans "Odr" som både betyder "sinne", "ande", "raseri", "extas", och "poesi" och ändelsen "-ìnn" som är en föregångare till -en, som i vargen. Alltså refererar namnet till den som är "odr". Namnet finns i flera språkliga varianter hos germanska folk och antyder till hans roll som gud över bärsärkar, poeter och sejdkonsten. Det antyder också att både nordmännen och andra germaner såg en likhet mellan dessa ting.  "Odr" är etymologiskt relaterat till tyskans wut (raseri), holländskans woede (raseri), fornengelskans wod (ursinne) och möjligtvis besläktat med latinets vates (siare, poet, orakel) genom den gemensamma teoretiska Indo-europeiska roten "(H)weh₂t-i-"

## Utanför Skandinavien

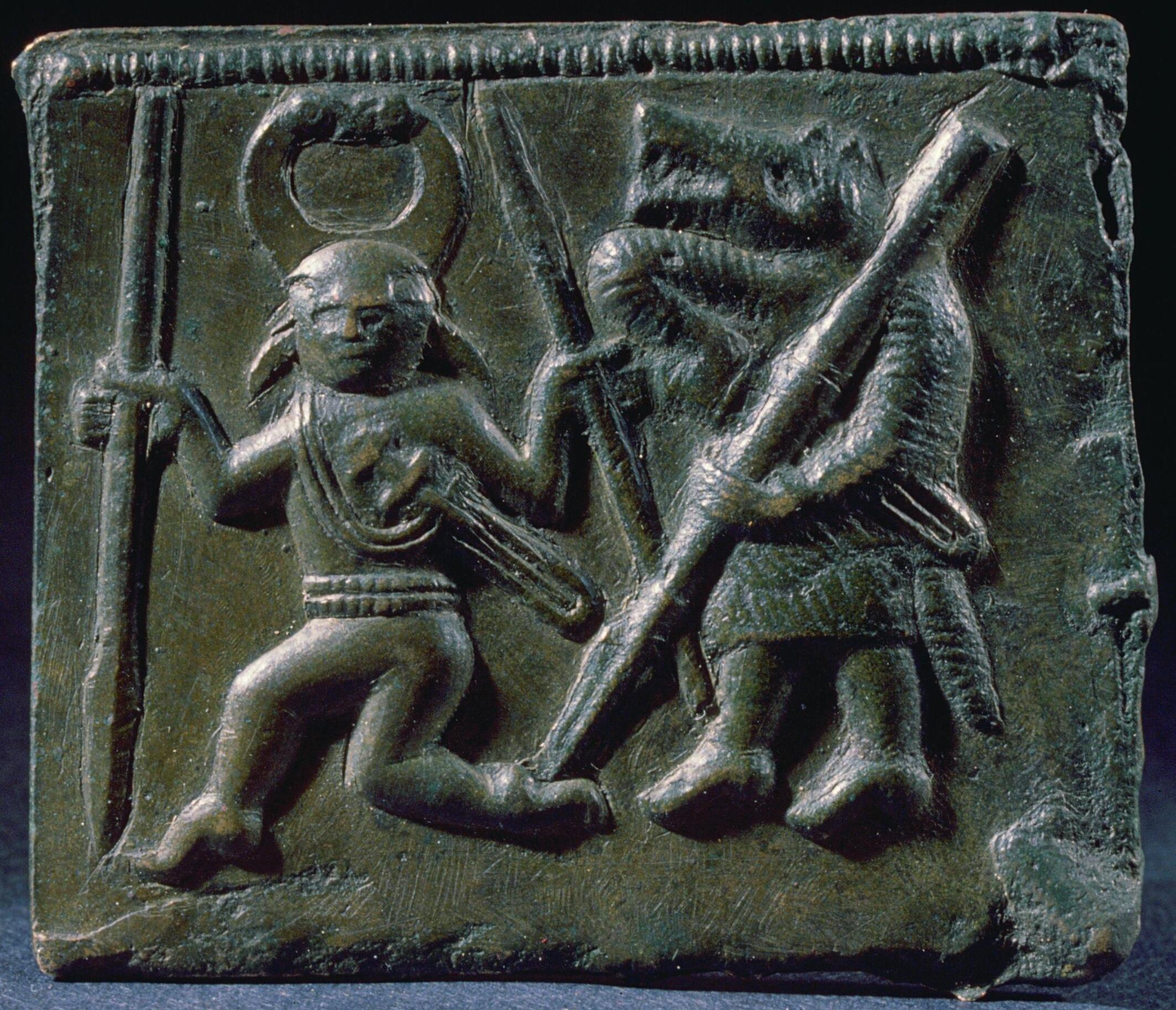
En av Torslundaplåtarna, pressbleck i brons från vendeltiden, som föreställer en enögd figur med spjut och hjälm dansandes bredvid en bärsärk eller ulvhedning. Den vänstra figuren torde föreställa Oden då dess högra öga är utslaget. Hjälmen är beprydd med fågelhövdade horn som skulle kunna symbolisera Hugin och Munin.

Oden dyrkades utanför Skandinavien, men det mesta av vår kunskap om guden kommer från de nordiska, framförallt isländska, litterära källorna. Dock finns spår av Odendyrkan utanför Skandinavien. Ett exempel är den så-kallade spjutdansaren. Figuren finns i vendeltida konst från både Skandinavien och England, och avbildas ibland som enögd. De horn som figuren bär på fynd av oskadda figurer har oftast fågelhuvuden i ändarna. Ibland styr en sådan figur i miniatyr en ridande krigares spjut. Denna figur tolkas ofta som Oden eller en medverkande i hans kult. På 600-talet beskriver munken Jonas Bobiensis att den iriske munken Columbanus skulle avbrutit ett öloffer (ett bruk också känt senare i Skandinavien) till guden Vodano (Oden), som "andra kallar Merkurius", i Schwaben. En doped från 800-talets Mainz kräver att den omvändande hedningen förkastar de tre gudarna "'UUôden, Saxnôte, och Thunaer (Tor).

### Godan och winnili-kvinnorna
I Langobardernas historia, författad av munken Paulus Diaconus, och verket Origo Gentis Langobardorum återger en legend om hur langobarderna fick sitt namn. De var först kallade winnili, ledda av en kvinna vid namn Gambara. Winnili-folket trakasserades av vandaler, ledda av Ambri och Assi, som krävde dem på skatt. När winnili-folket vägrade gick Ambri och Assi till guden Godan (Oden) och bad om seger i strid mot winnili-folket. Godan sa att de första som fångade hans blick på morgonen för slaget skulle segra. Gambara gick till Frea (Frigg/Freja), Godans hustru. Frea sa åt Gambara att hon och de andra winnili-kvinnorna skulle ställa sig med sina män på slagfältet och binda sitt hår under sina hakor så de såg ut som skägg och strida i slaget. På morgonen vände Frea Godans säng så han vaknade åt öster och fick syn på winnili-kvinnorna när hon väckte honom. Godan sa: "Vilka är de med de långa skäggen?" Frea svarade: "Eftersom du gett dem ett namn, ge dem seger". Godan gjorde som Frea sa och sedan dess kallades Winnili-folket för langobardi - "långskäggen".

### Merseburgbesvärjelserna
Den andra av de så kallade Merseburgbesvärjelserna skall bota vrickning, såsom den en gång botades på den fåle som UUoden (Oden) red, då han jämte Phol (uttalas "Fol", vilket allitterationen visar), for till skogs, i det att trollsång sjöngs däröver av Sinthgunt (månen?), Sunna (solen), Uolla (Fulla), Frija (Frigg eller Freja) och Uuoden. Denna besvärjelse knyter an till Odens roll som helargud.

### De anglosaxiska kungahusen
I likhet med den senare nordiska historieskrivningen, omnämns Woden som en historisk anfader till de anglosaxiska kungarna. Beda skriver i Historia ecclesiastica gentis Anglorum att kungahusen i Deira, Bernicia, Mercia, Lindsey, Kent och Östangeln alla stammar från Woden.

## Attribut

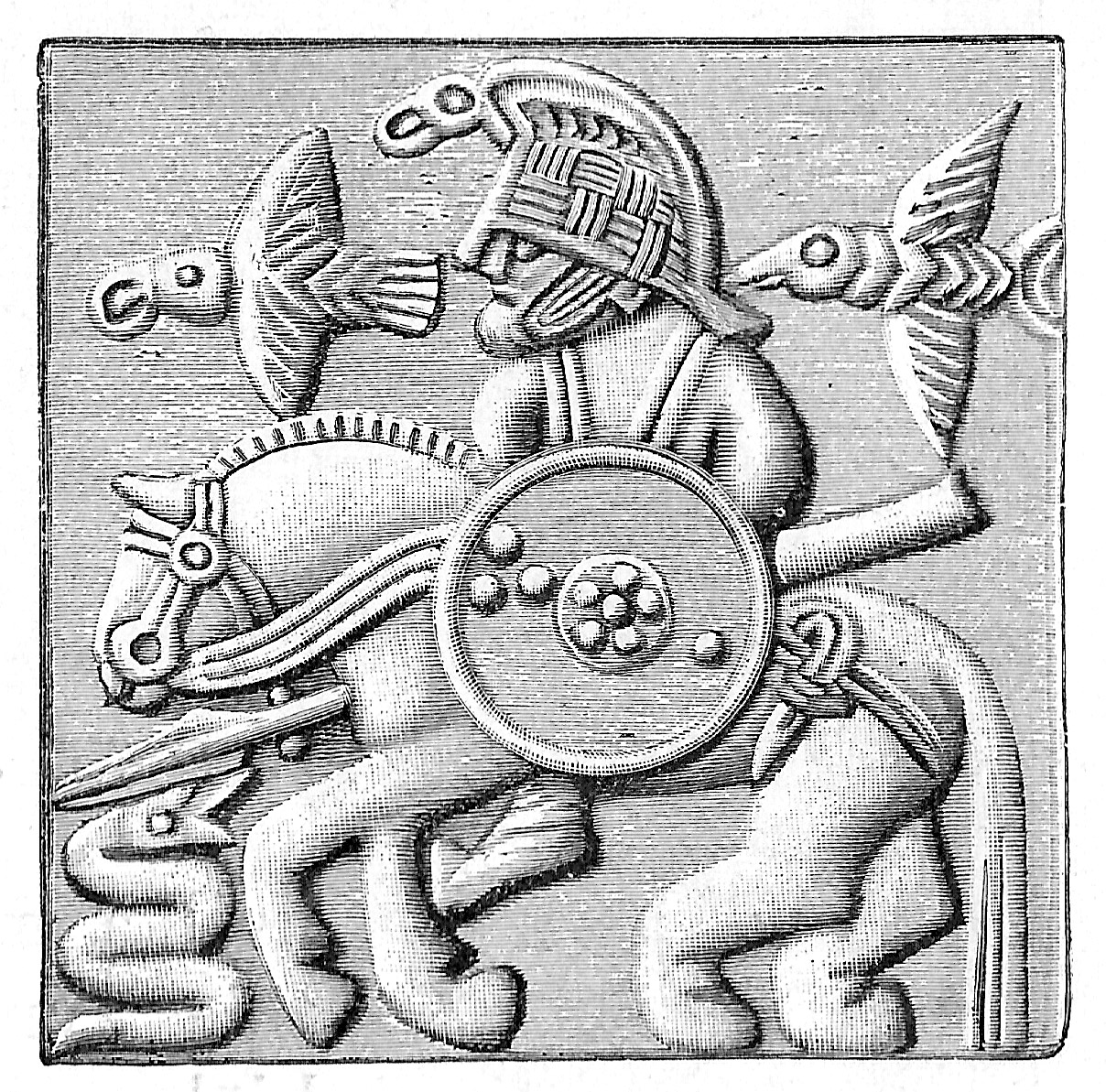
Del av hjälm, tunn, pressad bronsplåt från vendeltiden. Funnen i Vendel. Figuren har tolkats som Oden på Sleipner beväpnad med spjutet Gungner samt korparna Hugin och Munin.

Odens attribut är hästen Sleipner, som har åtta fötter, korparna Hugin, som betyder "hugen/hågen" (d v s sinnet/själen), och Munin, som betyder "minnet", och vilka är Odens budbärare och spejare, hans båda vargar Gere och Freke, hans spjut Gungner som aldrig missar sitt mål, samt armringen Draupner.

## Härkomst

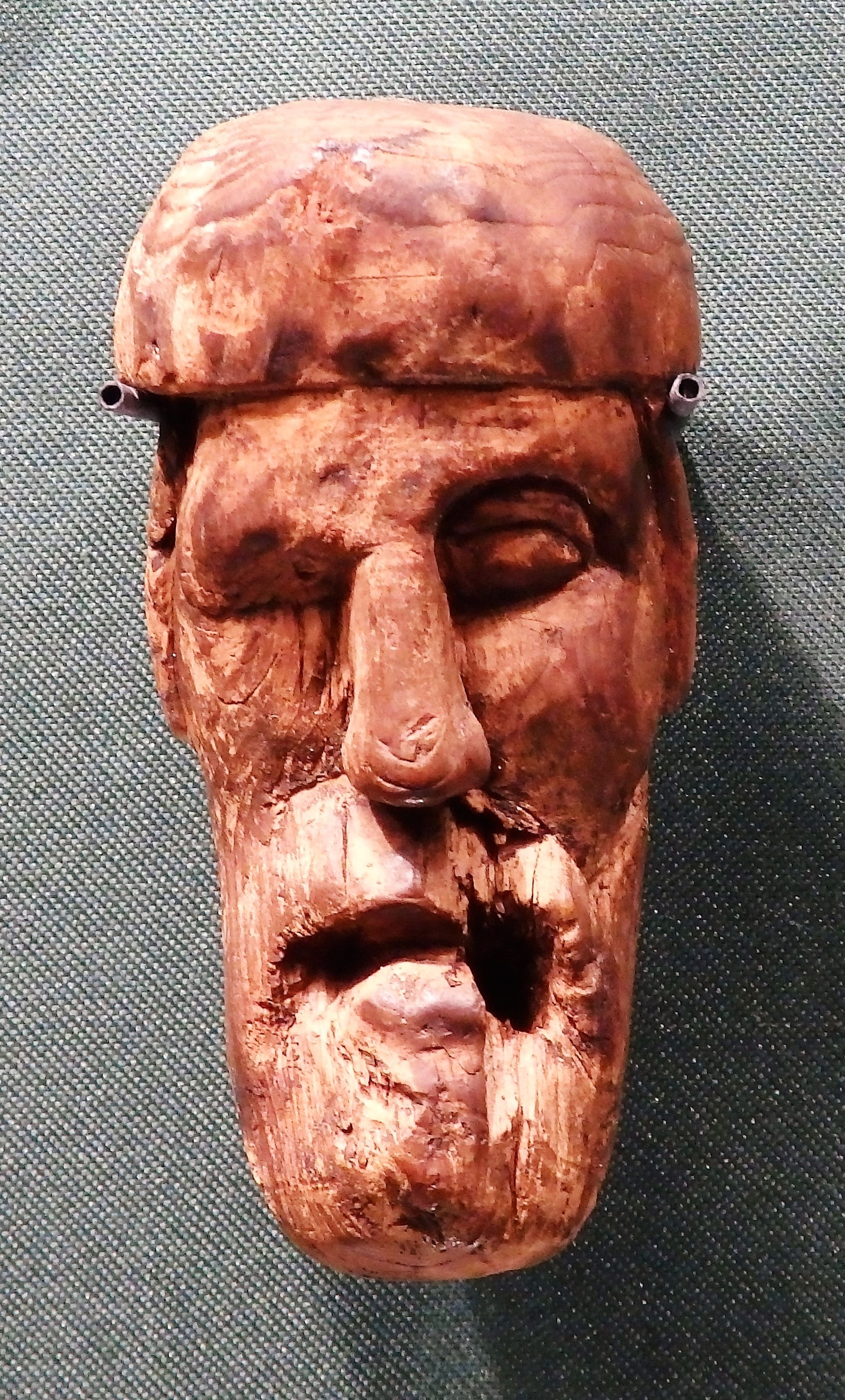
Norskt fynd, möjligen en representation av Oden

Oden är son till Bor och sonson till Bure, som i sin tur uppkom när urkon Ödhumla slickade frost- och salttäckta stenar. Tillsammans med Frigg har Oden sönerna Balder, Hermod och Höder. Som Odens äldste son räknas Tor, vars mor är Jord (isländska Jörð) - alltså jorden själv; möjligen ett sidonamn på Frigg, men den saken är osäker.

## Oden som gud
Oden var en av dem som skapade världen. Tillsammans med sina bröder Vile och Ve dödade han jätten Ymer och använde dennes kropp som material för jorden. Oden var även med och gav liv åt de första människorna, tillsammans med två andra gudar som i de äldre källorna är de annars tämligen anonyma Höner och Lodur medan Snorre säger att Vile och Ve hjälpte Oden.

### Dödsgud
Som de dödas gud har Oden hälften av dem som fallit i strid, de så kallade enhärjarna i sin boning Valhall; den andra hälften går till Freja. Enhärjarnas liv i Valhall har ofta jämförts med den kristna himlen, vilket delvis är missvisande, eftersom Valhall, till skillnad från himlen, endast tillhör denna tidsålder och går under samtidigt med världen. Enhärjarna tränas varje dag i alla de krigskonster som finns för att bättre kunna strida i det väntande Ragnarök, gudaskymningen. 
Flera nordiska gudar faller vid det enorma Ragnaröksslaget på slagfältet Vigrid. Dock återuppstår de men under nya namn i nästa världsinkarnation vilket beskrivs i Völuspås sista verser. Pånyttfödelsen krävs som rening vilket känns igen från zorastrisk tradition. Oden faller i kamp mot Fenrisulven vilken endast Oden kan döda. Den forna seden är i likhet med andra indoeuropeiska traditioner trencendet dvs det gudomliga står alltid bortom sinnevärlden annars vore det inte mycket mening att tala om gudinnor och gudar överhuvudtaget.

### Krigsgud

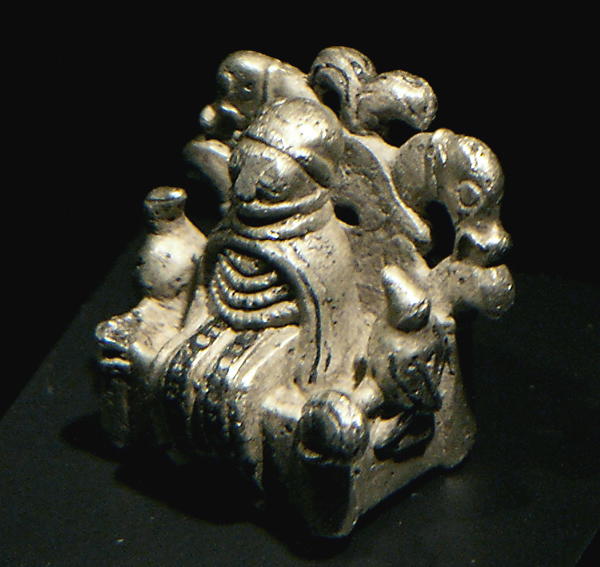
Oden från Lejre är en silverminiatyr som hittades i Lejre, Danmark, 2009. Den avbildar eventuellt Oden (eller Freja/Frigg) sittande på Odens högsäte Hlidskjalf.

Oden är en av två fornnordiska krigsgudar, troligen yngre än kollegan Tyr (äldre germansk form Tiwaz). De båda gudarna har i de germanska språken givit namn åt tisdag respektive onsdag (som i de romanska språken är helgade åt Mars, också krigsgud, respektive Mercurius, som ledde de dödas själar till den andra sidan). Romaren Tacitus som levde på 100-talet talade om att germanernas huvudgudar var "Mars" och "Mercurius", vilka båda associeras med germanernas traditioner med hur krigsbytet skulle fördelas. Tacitus hade, som många andra lärda romare vid den tiden, idén om att människorna i andra kulturer (som Grekland och Egypten) egentligen tillbad samma gudar som de gjorde men hade andra namn på dem ("interpretatio romana"). Därför skrev ofta de romerska erövrarna att de andra folken tillbad Jupiter, Mars och andra romerska gudar. Germanerna verkar ha tagit till sig denna tanke då de tog efter romarnas veckoindelning men döpte om dagarna efter sina egna gudar. Tyr jämställdes med Mars och Oden med Mercurius, som ledde själar till andra sidan och var poesins gud. Huruvida Oden från början enbart var en dödsgud eller både dödsgud och krigsgud (avståndet emellan är inte särskilt långt) är upp till debatt. Ett sätt att se det är att Oden var (likt Athena) kopplad till den strategiska delen av krig medan Tyr var inriktad till den våldsamma delen (likt Ares och hans romerska like Mars). Tyr var kanske då den guden som soldater tillbad (Snorre beskriver honom som guden alla soldater tillber) medan krigsledare och kungar tillbad Oden. En annan tolkning är att Tyr var mer populär bland germanerna innan Folkvandringstiden, men när den våldsamma och tumultartade tiden började så tyckte inte germanerna att Tyr hjälpte dem och letade efter en annan gud som kunde bringa dem seger. Valet skulle då fallit på Oden, associerad med döden, men även vishet och raseri. Bärsärkar-kulturen kan ha uppstått då; bärsärkar (och Ulfhednar) associeras med Oden. Oden kan i så fall varit en gud germanerna ansett som otäck men senare börjat uppskatta. Detta styrks av att Oden hyllas som segergud och all-fader, men även kallas för "blodsguden", "mördaren" och "gengångarnas herre".
I motsats till Tor använder Oden list och trolldom för att bekämpa ondskan. Sin stora visdom har han fått i utbyte mot sitt ena öga vilket han offrade i Mimers brunn, och genom att offra sig genom att hänga sig på Yggdrasil. Hans viktigaste attribut är spjutet Gungner, liksom Tors är hammaren Mjölner. Det har antagits att spjutspetsar som upptäckts som byggnadsoffer i garnisonshus i Birka, och även omfattande spjutspetsoffer (463 st) i Gudingsåkrarna på Gotland, har varit offer till just Oden. Oden har också sina två korpar Hugin (hågen) och Munin ("månen" = minnet), som flyger världen runt och skaffar information om allt som händer. När de kommer tillbaks till Oden sätter de sig på hans axel och viskar all viktig information i hans öra. I Sången om Grimner uttrycker Oden oro för att Hugin och Munin en dag inte ska återvända till honom. Detta kan tolkas som att han är rädd för att förlora sitt minne och sitt sinne. Till Odens djur och kända attribut hör också den åttafotade hästen Sleipner och de båda vargarna Gere och Freke.
Som krigsgud har Oden en märklig psykologi, då han också är den store grubblaren bland asar ("yggjungr ása") och då han är den främste utövaren av sejdkonsten, bland nordbor annars hållen för omanlig. Ovanligt nog bland höggudar plågas han av dåligt samvete, inte minst därför att han i tidernas gryning ingått fostbrödralag med Loke, som sedan låtit dräpa Balder, godast av alla gudar, varför Oden ställts inför valet att antingen bryta en ed eller låta det onda härja fritt. För att komplicera det hela ytterligare var det genom Loke som Oden fått såväl spjutet Gungner och ringen Draupner som den åttafotade hästen Sleipner.
Vid slaget vid Fyrisvallarna skall enligt Snorre Erik Segersäll ha slungat ett spjut mot sina fiender som ropat "Oden äger er alla" (Odin a ydyr alla). Liknande akter förekommer i den isländska litteraturen och i gravar har man funnit exempel på att spjut har slungats ner i graven. Detta har tolkats av bland annat Neil Price som att den döde givits åt Oden.[källa behövs] Segern vid Slaget vid Lena sägs ha varit Odens förtjänst i gamla krönikor. Västgöta-Bengtsson skriver i På strövtåg i Västgötabygd (1948) att Slaget vid Lena ska ha varit sista gången Oden visade sig, och liksom i gångna tider såg man honom givetvis där manfallet var störst.

### Den transcendente guden
Oden är en mångtydig och illusorisk gud. Han är både immanent och transcendent, både den som upplever och det som blir upplevt. Han är både subjekt och objekt, både den som ger och mottar. Därför kallas han t ex såväl "Svidur" ("den som bränner") som "Svidrir" ("den som blir bränd"), "Göt" ("sädesutgjutaren") och "Jalk" (den kastrerade"), "Ofnir" ("eggaren/initieraren") och Sváfnir ("sövaren/avslutaren"). Han kan också vara flera samtigt. Därför benämns han Tveggi ("den som är två"), "Triggi" ("den som är tre") och "Fjolnir" ("den som är många"). Han är både en del av världen och dess upphov. Därför kallas han "Roptatyr" ("den splittrade guden"), Veratyr ("varats/existensens gud") och Allfader (alltings fader). 
Oden är till sin immanenta karaktär den som söker kunskap och visdom och till sin transcendenta karaktär dess själva källa. I en berättelse hänger han således sig själv i Yggdrasils ask, spetsad med sitt eget spjut, såsom offer åt sig själv för att av sig själv få kunskap om runorna (av fornnordiskans "runa" = "hemlighet"). På så sätt kan trädet också ha fått sitt namn. Yggdrasil har tolkats som "Yggs häst". "Ygg" är ett annat namn på Oden och anses betyda ("den förskräcklige") och drasil är en poetisk omskrivning för häst. I Snorre Sturlassons prosaiska Edda ingår som ramberättelse hur en svensk kung vid namn Ganglere besöker tre hövdingar vid namn Hög, Tredje och Jämnhög för att fråga ut dem om världens uppkomst och om gudarnas egenkaper och begivenheter och samtliga fyra namn är tillnamn på Oden själv.

## Oden i folktron
Gunnar Olof Hyltén-Cavallius skriver i Wärend och wirdarne (1864) att hedendomens världsåskådning och gudalära länge fanns kvar såsom folktro vid sidan av kristendomen. Tron på Oden och andra gudar som Tor, Freja (Fröja) och Loke (Locke) levde vidare ända in på 1800- och början av 1900-talet. Själva namnet "Oden" är därigenom ett svenskt arvord och överlever i de olika dialekterna. 
Hyltén-Cavallius menar att ren dyrkan av Oden rentav förekom i Värend i södra Småland fram till början av 1600-talet, men att man använde namnet "den andre" och att "den andre" hade drag av både Oden och djävulen. Bilden av Oden som Valfader, en slags krigsgud, levde också kvar ännu i slutet av 1600-talet. Senare på 1800-talet i norra Småland ska läsning mot floget hos hästar inkluderat Odens namn. Likaså levde det länge kvar i Värend ett bruk att lämna kvar en hötapp på åkern åt Odens hästar. Hyltén-Cavallius berättar vidare att ännu på 1800-talet sågs i höstdimmorna en gestalt med vidbrättad hatt på Ulvsbodamyren i Vislanda socken i Allbo härad och denna gestalt tolkar Hylten-Cavallius som en kvarleva av Oden.
På 1800-talet fanns det också på Gotland många traditioner och historier om Oden den gamle som fortfarande gick på folks läppar. Även i Blekinge var det fordom sed att lämna en kärve på åkern åt Odens häst. Vidare skall folk, när man hörde ett ljud som av hästar och vagnar på natten, ha brukat säga att det var Oden som åkte förbi. I Västergötland intervjuade Västgöta-Bengtsson en bonde ännu på 1900-talet som kunde berätta mycket om Oden och hans häst Släppner.
Oden nämns även i en svensk folkvisa som heter "Stolt herr Alf" (SMB 206, TSB E 58). I en av verserna åkallas Oden: "Hielp nu Oden Asagrim, Jagh tränger nu til tig kalla, At Jagh må winna herr stolten Alf, at Jagh blihr vtan skada".
Oden åkallas likaledes i en trollformel mot vrickning upptecknad i slutet av 1800-talet: "Dåve red över Vattubro, så kom han in i Tive skog, hästen snava' mot en rot, och vrickade sin ena fot. Gångande kom Oden; Jag skall bota dig för vred, kött i kött, ben i ben, jag skall sätta led mot led, och din fot skall aldrig sveda eller värka mer!" En småländsk uppteckning från samma tid lyder: "Oden rider öfver sten och bärg; han rider sin häst ur vred och i led, ur olag och i lag, ben till ben, led till led, som det bäst var, när det helt var." Jämför den andra Merseburgbesvärjelsen.
En annan väl spridd föreställning är den om Odens jakt.

## Oden i den historiska forskningen

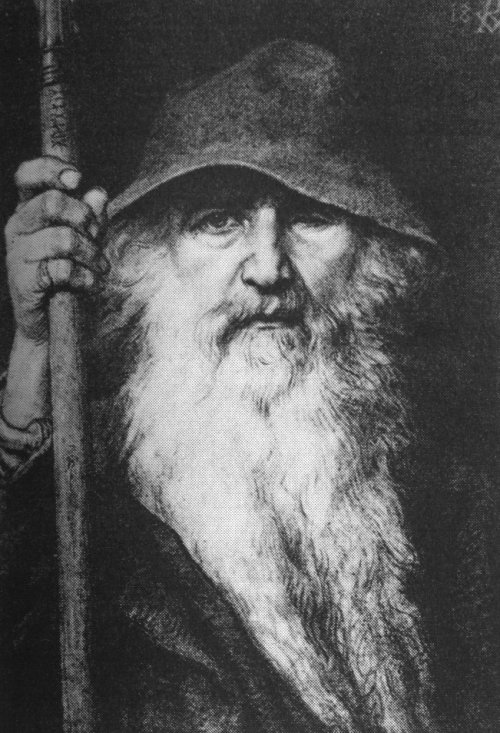
Oden som vandringsman. Målning av Georg von Rosen 1886.

Enligt Snorres uppfattning i yngre Eddan var Oden en historiskt existerande människa, som från "Tyrkland" invandrat till Svitjod och här blivit upphöjd till gud efter sin död. Teorin har tagits upp av Thor Heyerdahl. I Ynglingasagans prolog berättar Snorre Sturlason att det saxiska folket uppkom genom att asakonungen Oden och hans folkskaror, på sin färd från Svarta Havet till Sverige, lämnade kvar två av sina prinsar i norra Tyskland, varifrån deras ättlingar sedan lade under sig det som sedan blev Saxland. Snorre hävdade också att asarna kallas så därför att de kom från Asien, vilket får räknas som en folketymologi. Det bör dock nämnas att detta inte behöver vara Snorres verkliga åsikt om Oden utan även ett sätt bortförklara varför han skrev om hedniska gudar.
I den likaledes euhemeristiska historiesynen på 1600-talet framfördes av Olof Verelius och Johan Peringskiöld åsikten att Oden hade en historisk förebild som de gav namnet Sigge Fridulfsson.
I Leonard Dahms historiebok för folkskolan 1842 fanns berättelserna om Oden som Svearikets grundare med. Med Claes Theodor Odhners skolböcker 1870, för folkskolan 1872, var Oden som historisk person utrangerad.

## Woden och Wotan i modern kultur

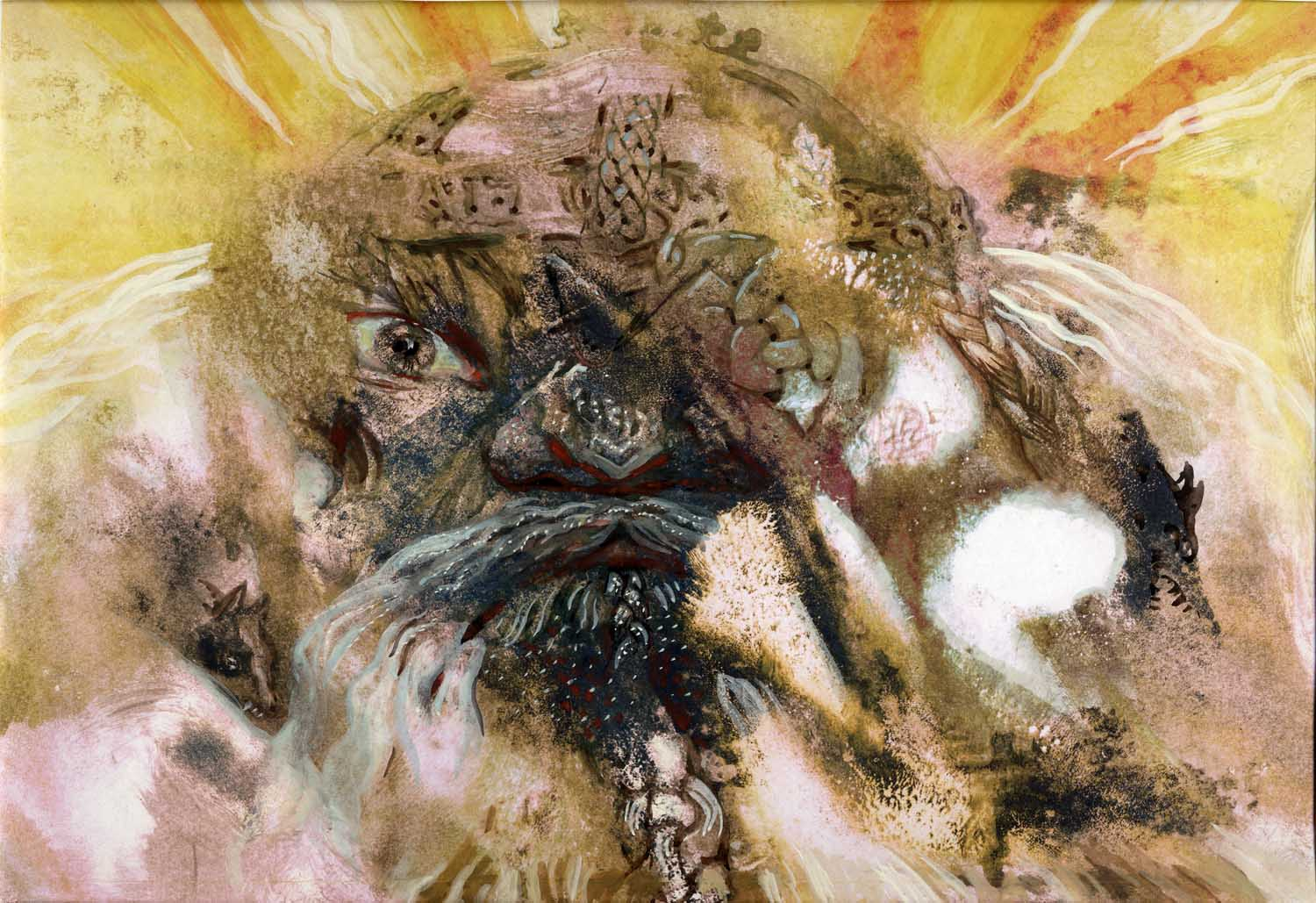
M. Presnjakov. Oden. 2008.

Woden eller Wotan var i germansk mytologi den språkliga motsvarigheten till Oden i nordisk mytologi. Richard Wagner använder namnet Wotan i Nibelungens ring. Namnet Woden användes under andra världskriget som kodnamn på ett elektroniskt styrsystem för tyska bombplan. Det är också namnet Oden använder om sig själv i Douglas Adams roman The long dark Tea-time of the Soul (Tedags för dystra själar).

## Odens namn
Oden är unik i det att han har över 200 namn. Förutom språkliga motsvarigheter så tillskrivs Oden en lång rad med titlar, smeknamn och kenningar. 

1. Aldaföðr (tidsåldrarnas/världens/människors fader)
2. Algingautr (den gamla fadern)
3. Allfader (alltings fader)
4. Angan Friggjar (Friggs glädje)
5. Bági ulfs (ulvens fiende)
6. Báleygr (flammande ögat)
7. Den blinde gästen
8. Bors son
9. Bragi (hövding)
10. Böðgæðir (stridsförstärkare)
11. Draugadróttinn (gengångarnas/de odödas herre)
12. Enöga
13. Fimbultýr (den mäktige guden)
14. Fjallgeiguðr (skepnadsgud)
15. Fjolner (han som är många)
16. Foldardróttinn (Jordens herre)
17. Forni (den uråldrige)
18. Fráríði (den som rider fram)
19. Galdernas fader
20. Den gamle guden
21. Geirtýr (blod/spjut gud)
22. Ginnarr (bedragare)
23. Grímr (maskerad/dold/förklädd)
24. Gråskägg
25. Göt (sädesutgjutaren/mannen/göten)
26. Hangaguð (de hängdas gud)
27. Haptaguð (fångarnas gud)
28. Hárbarðr (herrskägg)
29. Herjan (härföraren)
30. Hertýr (gästernas gud)
31. Hjaldrgoð (slagets gud)
32. Hrafnáss (korpgud)
33. Hveðrungr (vrålare eller vädermakare)
34. Den hängande
35. Den höge
36. Jalk (den kastrerade)
37. Jarngrímr (järngrimma/järnmask)
38. Julfader
39. Julner (julens gud)
40. Karl
41. Krigsvarg
42. Langbarðr (långskägg)
43. Ledares ledare
44. Löndungr (den som bär den ludna rocken)
45. Den maskerade
46. Nikud (den tänjde/den rubbade/den ruckade)
47. Nikur (tänjare/rubbare/ruckare)
48. Ofnir (öppnaren, eggaren, initieraren)
49. Olgr (beskyddare/hök)
50. Óski (önskningars gud/den önskade)
51. Reiðartýr (ryttarnas gud)
52. Roptatyr (den splittrade guden)
53. Rúnatýr (Runguden, hemliga guden)
54. Rögnir (hövdingen)
55. Saðr (sanningsägare)
56. Sanngetall (sanningssökaren)
57. Segerns fader
58. Síðhöttr (bred hatt)
59. Sigðir (han som ger seger)
60. Skollvaldr (förräderiets herre)
61. Ein sköpuðr galdra (de magiska sångernas skapare)
62. Stavbäraren
63. Sváfnir (sömngivaren, han som avslutar)
64. Svidud (den svedde/den brände)
65. Svidur (svedaren/brännaren)
66. Svipall (obeständig, hamnskiftare)
67. Triggi (han som är tre)
68. Tund ("tunn dimma", alt mager)
69. Tveggi (han som är två)
70. Uðr (älskad)
71. Valfader (de stupades fader)
72. Valkjosandi (väljare av de dräpta)
73. Valtam (krigaren)
74. Valþognir (mottagare av de dräpta)
75. Vandrare
76. Vegtam (vägtam)
77. Veratyr (varats/existensens gud)
78. Vinr Lóðurs (Lodurs vän)
79. Vinr Míms (Mimers vän)
80. Viðrir (den utvidgade/den expanderade, alt stormaren)
81. Viðurr' (utvidgare/expanderare, alt mördare)
82. Den vise
83. Vrålaren
84. Völundr rómu (slagets smed)
85. Ygg (den fasansfulle, alt den gamle)
86. Ýjungr (från de uråldriga strömmarna)
87. Þekkr (den välkomne)

## Platsnamn
Över hela Norden finns det platser som är namngivna efter Oden. Många är gamla ortnamn som finns nämnda i gamla krönikor medan andra är moderna.
- Odensvi finns i Västmanland, Småland och Närke. Namnet betyder ungefär "Odens heliga plats".
  - Odense i Danmark.
- Odensala i Uppland, ursprungligen Othinsharg vilket ungefär betyder "Odens stenröse".
  - Odensala i Jämtland, ursprungligen Odinsall och Onsall.
  - Onsala i Halland.
- Odenslunda
- Onslunda förekommer både i Skåne (Onslunda) och i Uppland (Onslunda tidigare Odinslunda).
- Odensjö förekommer i tre orter i Småland: Jönköpings kommun, Ljungby kommun & Alvesta kommun.
  - Odensjön i Skåne. Filmen Från djupet av mitt hjärta spelades in där.
- Odensåker (Othensaker).
- Onsö i Vänern
- Onøy i Østfold fylke, i Norge - Odens ö.
- Onsholt ('Odens skog') i Viby, Jylland.
- I Örebro finns Odensbacken. Namnet är känt sedan 1700-talet, men dess ålder kan inte fastställas. Dock har man gjort fynd från vikingatid och folkvandringstid där.
- Odensberg
- Odensholm, en ö i Estland.
- Wednesbury, stad i England

### Moderna toponymer
- Odenplan
- Odengatan